# سيكو تانابي
سيكو تانابي (باليابانية: 田辺聖子) (27 مارس 1928، أوساكا في اليابان - 6 يونيو 2019، كوبه في اليابان)؛ مترجمة، كاتِبة وروائية يابانية.

## الجوائز
- وسام الثقافة
- جائزة أكوتاغاوا

## روابط خارجية
- سيكو تانابي على موقع IMDb (الإنجليزية)
- سيكو تانابي على موقع قاعدة بيانات الفيلم (الإنجليزية)
- سيكو تانابي على موقع ANN person (الإنجليزية)